# Bolívia nos Jogos Olímpicos de Verão de 1972
A Bolívia competiu nos Jogos Olímpicos de Verão de 1972 em Munique, Alemanha Ocidental.

## Resultados por Evento

### Atletismo
100m masculino
- Lionel Caero
  - Primeira Eliminatória — 11.19s (→ não avançou)

Maratona masculina
- Ricardo Condori
  - Final — 2:56:11 (→ 58º lugar)

- Crispín Quispe
  - Final — 3:07:22 (→ 61º lugar)

- Juvenal Rocha
  - Final — não terminou (→ sem classificação)

### Hipismo
- Roberto Nielsen-Reyes

### Tiro
- Carlos Asbun
- Eduardo Arroyo
- Fernando Inchauste
- Ricardo Roberts
- Jaime Sánchez
- Armando Salvietti